# Sonny Terry
Sonny Terry, pseudonimo di Saunders Terrell (Greensboro, 24 ottobre 1911 – Mineola, 11 marzo 1986), è stato un armonicista e attore statunitense.

## Biografia
Sin da giovane Terry apprese a suonare l'armonica dal padre, il quale usava esibirsi in vari eventi locali.
All'età di cinque anni perse la vista ad un occhio ed intorno ai diciotto la perse totalmente a seguito di un secondo incidente. A questo punto capì di non avere molta scelta circa i mestieri che avrebbe potuto svolgere per vivere e decise che si sarebbe dedicato alla carriera musicale. Iniziò a muoversi in questo senso stabilendosi a Shelby (Carolina del Nord), dove apprese la tecnica blues, e cominciando ad esibirsi come artista di strada nelle vicine Raleigh e Durham.
Poco più che ventenne strinse amicizia con il chitarrista Blind Boy Fuller e nel 1937 iniziarono a registrare assieme il primo materiale per l'etichetta Vocalion.
Nel 1938 Terry si esibì al Carnegie Hall di New York per il leggendario concerto From Spirituals to Swing di John Hammond eseguendo il brano Mountain Blues.
Nel 1941 Fuller morì; Terry si unì così al chitarrista Brownie McGhee, che aveva conosciuto già nel 1939, e i due si stabilirono a New York. Si esibirono come solisti e come duo e registrarono diverso materiale facendosi strada nell'emergente scena folk della città.
Nel frattempo, nel 1946, Terry iniziò anche una carriera di attore a Broadway prendendo parte al musical Finian's Rainbow e più tardi al La gatta sul tetto che scotta con lo stesso McGhee.
Durante la seconda metà degli anni cinquanta, i due, trascinati dal boom dello stile folk in atto in quel periodo, iniziarono ad esibirsi anche al di fuori di New York; Terry venne riconosciuto come uno dei migliori suonatori blues di armonica ed il successo li porterà a suonare in vari festival blues e folk a livello mondiale.
I due trascorsero gran parte degli anni sessanta e settanta in tournée, ma durante gli ultimi tempi il rapporto tra Terry e McGhee si deteriorò a tal punto che i musicisti si separarono. Nel 1975 venne pubblicato Sonny Terry's Country Blues Harmonica, un libro in cui Terry racconta la sua vita e le sue tecniche musicali.
Dopo essersi ritirato gradualmente dalla scena, Sonny Terry mori nel 1986, lo stesso anno in cui venne aggiunto alla Blues Hall of Fame.

## Discografia (parziale)

### Album
- 1958 - Sonny Terry's New Sound
- 1960 - Sonny's Story
- 1963 - Sonny Is King
- 1963 - Sonny Terry & Lightnin' Hopkins
- 1965 - Sonny Terry
- 1969 - Sonny Terry & Woody Guthrie
- 1969 - Sonny Terry Guitar & Harmonica
- 1976 - Black Night Road
- 1976 - Harmonica Blues
- 1976 - Sonny Terry's Washboard Band
- 1984 - Whoopin
- 1999 - Sonny Terry & His Mouth Harp

## Filmografia
- Lo straccione (The Jerk), regia di Carl Reiner (1979)
- Il colore viola (The Color Purple), regia di Steven Spielberg (1979)

## Teatro (parziale)
- Finian's Rainbow
- La gatta sul tetto che scotta

## Opere letterarie
- Sonny Terry's Country Blues Harmonica, 1975.